# Pelecopsis humiliceps
Pelecopsis humiliceps là một loài nhện trong họ Linyphiidae.
Loài này thuộc chi Pelecopsis. Pelecopsis humiliceps được Herman Theodor Holm miêu tả năm 1979.